# Centre Mèdic Rabin
El Centre Mèdic Rabin (en hebreu: המרכז הרפואי רבין) és un important hospital i centre mèdic a Petah Tikva, aIsrael. És gestionat pels Serveis de Salut Clalit, la major organització sanitària d'Israel.
El mes de gener de 1996, l'Hospital Beilinson i l'Hospital Hasharon es van fusionar i es van reanomenar Centre Mèdic Rabin. El centre té una capacitat de 1.000 llits.
L'Hospital Beilinson va ser fundat el 1936 per servir als assentaments agrícoles propers. Tots els treballadors jueus del Mandat Britànic de Palestina van donar el valor de dos dies de salari per a pagar la construcció. L'hospital va obrir amb 70 llits. Va ser anomenat així pel dr. Moshe Beilinson, un dels fundadors.
L'Hospital d'HaSharon va ser fundat l'any 1942 per un equip de cirurgians de l'Hospital Beilinson com una unitat quirúrgica satèl·lit. Originalment es va establir en un edifici d'una planta, i va ser anomenada Beilinson II. Al principi tenia 28 llits.